# Aeropuerto Jayaprakash Narayan
El Aeropuerto Jayaprakash Narayan es un aeropuerto que atiende a Patna, la capital del estado indio de Bihar. Se encuentra a cinco kilómetros al suroeste de la ciudad. Dispone de una pista y una terminal capaz de servir a 700.000 personas cada año. La abertura de una nueva terminal más amplia está prevista para el 2022. A mayo de 2019 se ofrecen vuelos a diferentes ciudades del país; aún no llega ningún vuelo internacional a Patna.

## Historia
La terminal se construyó en 1973. En 1996 recibió el nombre de Jayaprakash Narayan, un político indio que contribuyó al movimiento de independencia indio y que protestó en contra del gobierno de la primera ministra Indira Gandhi.
El gobierno central aprobó la construcción de una nueva terminal aérea en septiembre de 2018. La terminal existente tiene una capacidad para 700.000 pasajeros al año, pero actualmente está sirviendo a un número de viajeros cuatro veces mayor. Se estima que la nueva terminal costará unos 12,17 mil millones de rupias; tendrá dos plantas y cubrirá 65.155 m². Cuando abra a mediados del 2022, permitirá que el aeropuerto atienda a 4,5 millones de pasajeros anualmente.

## Aerolíneas y destinos
Se describen a continuación las compañías que dan servicio al aeropuerto de Patna:
| Aerolíneas | Destinos |
| ---------- | --- |
| Air India  | Delhi, Bombay |
| FlyBig     | Calcuta, Guwahati |
| IndiGo     | Ahmedabad, Bangalore, Bhubaneswar, Bombay, Calcuta, Chandigarh, Chennai, Delhi, Deoghar, Goa–Mopa, Hyderabad, Kochi, Lucknow, Pune, Ranchi |
| SpiceJet   | Amritsar (reinicia 31 de marzo de 2024), Ayodhya, Bangalore, Bombay, Chennai, Delhi, Guwahati, Hyderabad                                   |
| Vistara    | Delhi |

## Estadísticas
Ver fuente y consulta Wikidata.

## Accidentes e incidentes
- El vuelo 7412 de Alliance Air se acercaba al aeropuerto de Patna cuando entró en pérdida y se estrelló a dos kilómetros de la pista. El Boeing 737-200 había salido de Calcuta y llevaba a 52 pasajeros y seis tripulantes a bordo; solo tres ocupantes del avión sobrevivieron al accidente. Murieron también cinco personas en el vecindario donde se estrelló la nave.[19]